# 王尚學
王尚學（1509年—？），字敏叔，號柳濱，廣西柳州府馬平縣人，明朝政治人物。

## 生平
嘉靖十三年（1534年）甲午科廣西鄉試第三名舉人，十七年（1538年）中式戊戌科三甲進士。授福州府推官，治獄明察。升戶部主事，督臨清鈔關，轉員外郎，管通州倉，累遷郎中，總督遼東糧儲，改兵部車駕司郎中，移職方司，條畫邊務十二事，吏部欲擢为福建提學副使，被兵部尚書丁汝夔疏請留任，嘉靖二十九年（1550年）丁汝夔因俺答圍逼京師被下獄，王尚學連坐被謫戍寧遠。後赦免釋放歸鄉。

## 家族
曾祖王昕；祖父王泝；父王相，母文氏。具慶下。子王化，字汝贊，嘉靖三十一年壬子舉人，官廣東按察司副使，平粤寇有功。孫王啓元，天啓壬戌進士，選庶吉士。